# Babiki (gromada)
Babiki – dawna gromada, czyli najmniejsza jednostka podziału terytorialnego Polskiej Rzeczypospolitej Ludowej w latach 1954–1972.
Gromady, z gromadzkimi radami narodowymi (GRN) jako organami władzy najniższego stopnia na wsi, funkcjonowały od reformy reorganizującej administrację wiejską przeprowadzonej jesienią 1954 do momentu ich zniesienia z dniem 1 stycznia 1973, tym samym wypierając organizację gminną w latach 1954–1972.
Gromadę Babiki z siedzibą GRN w Babikach utworzono – jako jedną z 8759 gromad – w powiecie sokólskim w woj. białostockim, na mocy uchwały nr 22/V WRN w Białymstoku z dnia 4 października 1954. W skład jednostki weszły obszary dotychczasowych gromad Babiki, Horczaki, Suchynicze, Chmielewszczyzna, Szczęsnowicze i Usnarz Górny ze zniesionej gminy Babiki oraz obszar dotychczasowej gromady Knyszewicze ze zniesionej gminy Szudziałowo w tymże powiecie. Dla gromady ustalono 16 członków gromadzkiej rady narodowej.
1 stycznia 1958 do gromady Babiki przyłączono obszar zniesionej gromady Zubrzyca Wielka oraz część obszaru zniesionej gromady Pierożki (wsie Harkawicze i Grzybowszczyzna).
1 stycznia 1972 do gromady Babiki przyłączono wsie Nomiki i Zaspicze ze zniesionej gromady Malawicze Dolne.
Gromada przetrwała do końca 1972 roku, czyli do kolejnej reformy gminnej. Z dniem 1 stycznia 1973 roku reaktywowano gminę Babiki.